# 渡辺隆次
渡辺 隆次（わたなべ りゅうじ、1939年（昭和14年） - ）は、日本の画家、著述家。きのこの胞子を使った胞子紋画をメインに創作活動を行っている。

## 略歴・人物
1939年、東京都八王子に生まれる。武蔵野美術学校（現・武蔵野美術大学）本科・西洋画卒業。東京学芸大学養護科修了。
1977年から八ヶ岳山麓長坂町にアトリエを構え、無所属として創作活動を行う。1992年から1999年まで、武蔵野美術大学で特別講師を務める。2000年には山梨県甲府市の武田神社菱和殿に、山梨の草木鳥獣などを描いた120枚の天井画を奉納。2006年には同じく武田神社の能楽殿甲陽武能殿の鏡板を手掛ける。個展を中心に作品を発表するほか、エッセイストとしても著述活動を行っている。

## 胞子紋画について
紙の上に柄を切り取ったきのこを、ひだを下にして置き、一定時間放置すると、紙の上に胞子が落ちる。この、胞子がつくる紋様を「胞子紋」という。胞子紋を紙に固着させ、素材として使用した絵が胞子紋画である。

## 著作
- 『水彩素描集』（深夜叢書） 1978年
- 『渡辺隆次掌中画集』(未来工房） 1981年
- 『絵かき屋のたわごと』(未来工房） 1991年
- 『集合画集 世紀末の黙示録』（毎日新聞社） 1987年
- 『きのこの絵本』（ちくま文庫） 1990年
- 『山のごちそう』（ちくま文庫） 1995年
- 『八ヶ岳 風のスケッチ』（ちくま文庫） 1997年
- 『花づくし実づくし - 武田神社菱和殿天井画〈1〉』（木馬書館） 2001年
- 『花づくし実づくし - 武田神社菱和殿天井画〈2〉』（木馬書館） 2002年
- 『花づくし実づくし - 武田神社菱和殿天井画〈3〉』（木馬書館） 2004年
- 『山里に描き暮らす』（みすず書房、大人の本棚） 2013年
- 『森の天界図像 わがイコン胞子紋 渡辺隆次きのこ画文集』（大日本絵画） 2021年

## 展覧会
- 文化庁企画「幻視者たち展」（1982年、西ドイツ公立美術館巡回）出品
- 渡辺隆次 展（2006年12月・2009年11月・2013年10月、2017年11月、新潟絵屋）
- 「きのこのスケッチ」展（2006年11月 - 2007年1月、砂丘館）
- 渡辺隆次 展（2013年10月、角田山妙光寺）新潟絵屋と同時開催
- 「胞子紋 - 光と陰」（2017年6月 - 7月、中嶋祥雲堂）